# 太田美實
太田 美實（おおた よしみ、1924年11月1日 - 2015年1月16日）は、日本の内科・小児科・泌尿器科医師、馬主。
京都府京都市東山区に所在する太田医院元院長。京都馬主協会に所属していた馬主でもあり、1993年のダービー馬のウイニングチケットなどを所有していた。妻は、元タカラジェンヌの太田珠々子。

## 経歴
1924年、京都府出身。京都大学医学部を卒業し、その後太田医院を開院した。1993年時点では東山医師会の会長を務めていた。
2015年1月16日、心不全のため逝去。90歳没。

## 馬主活動

太田の勝負服

日本中央競馬会（JRA）および地方競馬全国協会（NAR）に登録した馬主としても知られた。勝負服の柄は所有馬を初めて預託した松田由太郎が決めたという赤、水色一本輪、袖黄縦縞。冠名には妻・珠々子（スズ子）の名前より「ベル」と、美實の「頭髪が上がっている」ことから「トップ」を組み合わせた「ベルトップ」を用いていたが、あまり馬が走らなかったことで使用しなくなった。
学生時代より馬好きであったことから馬主となったといい、最初の所有馬は先述の松田のもとに預託され、松田の姓と父ダイハードの名を組み合わせた「マツハード」という馬であった。
なお、宝塚歌劇団37期生で、本城珠喜の芸名で活躍した妻の珠々子も馬主であり、かつての勝負服の柄は黒、桃星散、袖桃二本輪であったが、美實が死去したのちに所有馬とともに「赤、水色一本輪、袖黄縦縞」の服色を引き継いだ。

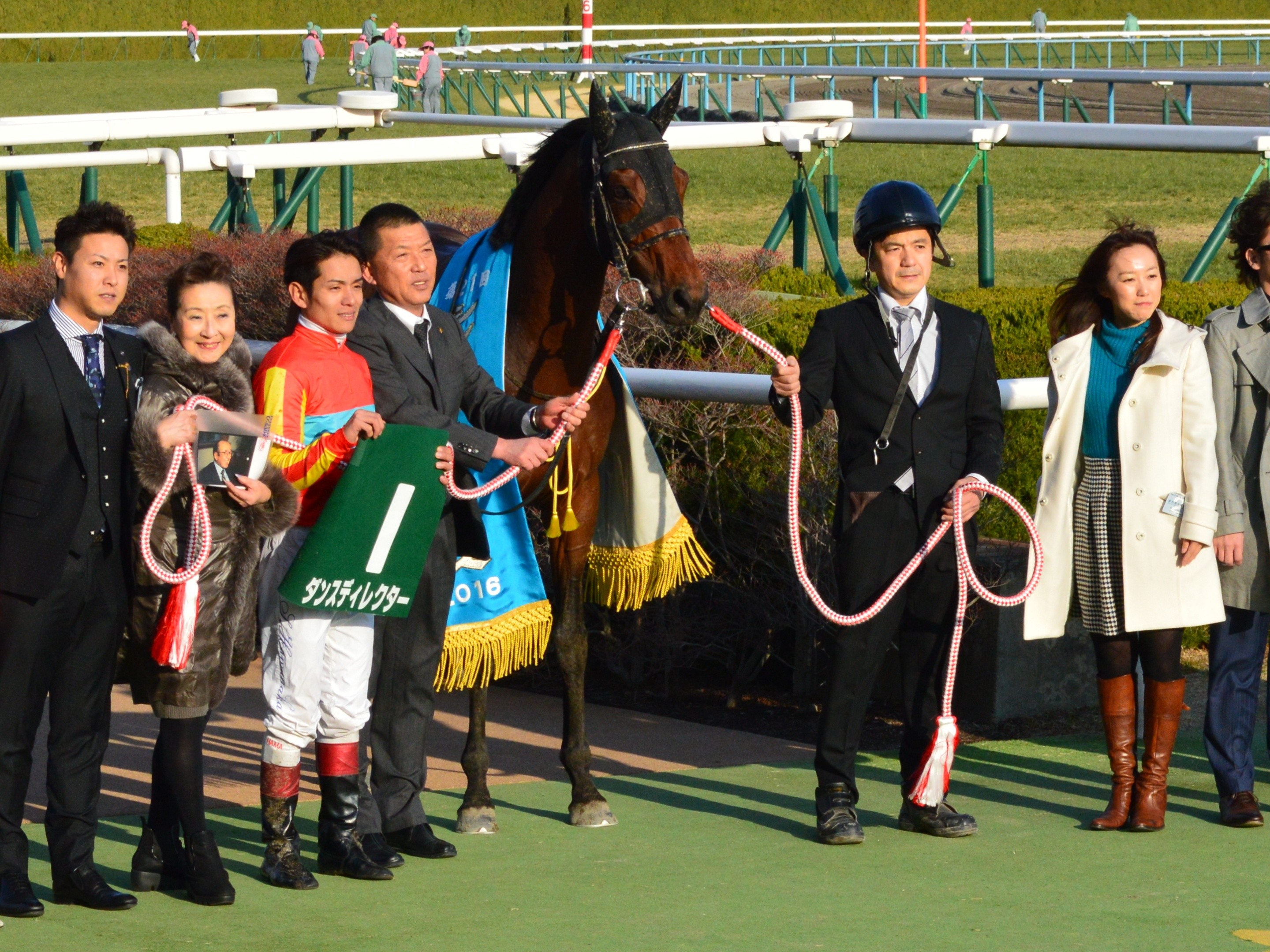
在りし日の美實の写真を手にし口取りに臨む太田珠々子
（2016年シルクロードS、優勝馬ダンスディレクター）

### エピソード
- 妻によれば、競馬場ではいつも馬券を100円単位でしか買わず、「ミスター100円」と呼ばれていたという[5]。
- 勝負服色は「マルブツ」で知られる大澤毅のものとよく似ており、太田自身も「時々間違える(笑)」と語っている[5]。
- かつてはファンとともに北海道の牧場を巡るバスツアーを実施しており、2008年時点で11度開催されていた[5]。
- 1993年にウイニングチケットで東京優駿を制した後、優勝杯を抱えつつ電車で帰宅したため、週刊誌に「タクシーではなく、電車に乗って帰ったケチな馬主」と書かれてしまったという[7]。

### 来歴
- 1969年10月24日 - 馬主資格取得[5]。
- 1993年 - ウイニングチケットが所有馬として初めて中央競馬の重賞（弥生賞）に出走[1]し優勝。さらに同年の東京優駿（日本ダービー）も同馬で制し、GIおよびクラシック競走初制覇を果たした。

## 主な所有馬

### GI級競走優勝馬
- ウイニングチケット（1993年弥生賞[1]、東京優駿[1]、京都新聞杯、菊花賞3着、ジャパンカップ3着）
- エイジアンウインズ（2008年阪神牝馬ステークス、ヴィクトリアマイル）
- ローマンレジェンド（2012年エルムステークス、みやこステークス、東京大賞典、2014年エルムステークス、チャンピオンズカップ3着）

### 重賞競走優勝馬
- ロイヤルタッチ（1995年ラジオたんぱ杯3歳ステークス、1996年きさらぎ賞、皐月賞2着、菊花賞2着）

### その他の所有馬
- シャワーパーティー（2000年京都3歳ステークス）
- ワンダーボーイ（2002年クローバー賞）

### 太田珠々子の所有馬
- マイエンブレム（美實より名義変更、2009年六甲盃）
- ダンスディレクター（美實の死後に名義変更、2016年・2017年シルクロードステークス）
- ローマンレジェンド（美實の死後に名義変更）